# B-Thong
B-Thong (zwischenzeitlich B>Thong) war eine schwedische Groove-Metal- und Hardcore-Punk-Band aus Göteborg, die im Jahr 1990 unter dem Namen Concrete Stuff gegründet wurde und sich 1998 auflöste.

## Geschichte
Die Band, die 1990 unter dem Namen Concrete Stuff zusammenfand, veröffentlichte Demos sowie eine Single, ehe sie sich im Jahr 1993 umbenannte. „B-Thong“ gibt phonetisch das schwedische Wort für Beton wieder. Einer Aufforderung zur Demo-Einsendung in der MTV-Sendung Headbangers Ball leisteten die vier Göteborger Folge und wurden vom niederländischen Mascot-Label unter Vertrag genommen. Im selben Jahr nahm die Band ihr Debütalbum Skinned auf. Nach der Veröffentlichung folgte eine Tour zusammen mit Skintrade. Schon 1995 wurde Damage nachgereicht. Sänger Tony Jelencovich hatte unter dem schwer auf ihm lastenden Miterleben der Drogenabhängigkeit seines Bruders einige Texte mit dieser Thematik verfasst, als ihn mitten in den Gesangsaufnahmen ein größerer Schock ereilte, ausgelöst durch den Suizid eines Freundes. Kurzerhand schrieb er die Texte von My Wound und Weakness noch einmal um. Im November verließ Jelencovich die Band jedoch nach musikalischen Differenzen, um die Gruppe Transport League zu gründen. Als Ersatz war im Jahr 1997 auf dem Album From Strength to Strength Ralph Lennart zu hören. Lennart, der sich selbst Ralph Gyllenhammar nannte, verließ daraufhin bald wieder die Band, um Mustasch beizutreten. Im Jahr 1998 löste sich die Band wieder auf.

## Stil
B-Thong spielte Groove Metal mit Elementen aus dem Hardcore Punk und dem Grunge. Immer wieder mussten sich die Musiker Vergleichen mit Clawfinger erwehren. Auf dem Album Damage fielen die Kompositionen etwas experimenteller aus. Sänger Tony Jelencovich wechselte zwischen Shouting und klarem Gesang. Der Stilmix als solcher und dann auch die Schwankungen innerhalb der herauskristallisierten musikalischen Ausdrucksform kamen daher, dass alle Musiker aus verschiedenen Bands mit unterschiedlichen Stilrichtungen kamen.

## Diskografie
als Concrete Stuff
- 1992: Rocket Angel (Single, Eigenveröffentlichung)

als B-Thong
- 1994: Skinned (Album, Mascot Records)
- 1995: Damage (Album, Mascot Records)
- 1997: From Strength to Strength (Album, Mascot Records)
- 2000: The Concrete Collection (Kompilation, Mascot Records)